# Bårtjärnen (Holmedals socken, Värmland)
Bårtjärnen är en sjö i Årjängs kommun i Värmland och ingår i Göta älvs huvudavrinningsområde.